# Susie the Little Blue Coupe
Susie the Little Blue Coupe és un curtmetratge d'animació de 1952 produït per Walt Disney Productions i estrenat originalment per RKO Radio Pictures el 6 de juny de 1952. La pel·lícula de vuit minuts va ser dirigida per Clyde Geronimi basada en una història curta original de Bill Peet. La història va ser adaptada per a la pantalla per Peet i Don DaGradi.

## Argument

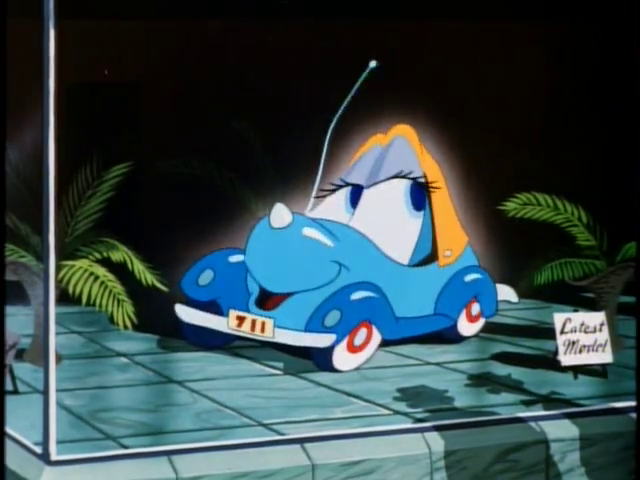
El personatge del títol, la Susie.

La Susie és un petit cupé blau exposat a la sala d'exposicions d'un concessionari. Finalment, és comprada per un home acomodat que s'enamora d'ella a l'instant. Introduïda a l'alta societat, es troba envoltada de cotxes molt més grans, més ràpids i més luxosos, però finalment aconsegueix acomodar-se. El seu propietari tracta bé el cotxe però no li fa el manteniment, i després d'anys de desgast, el cotxe deixa de funcionar correctament. L'home, informat pel seu mecànic que la Susie necessitarà una revisió massiva, l'abandona per un vehicle nou. En un solar de cotxes usats, la Susie és tornada a comprar, però el nou propietari, un borratxo fumador de cigars que viu en una part més sòrdida de la ciutat, no tracta el cotxe amb el mateix afecte que el primer propietari i la deixa al carrer de nit.
Una nit, el coupé és robat, perseguit per la policia i s'estavella; presumptament "morta", és enviada a un desballestador. Mostra commocions de vida, fins i tot en el seu estat, i un jove se n'adona i la compra a un preu de saldo. Amb l'ajuda dels seus amics, el jove restaura completament i reviu la Susie com una nova hot rod. Se'n va una Susie encantada i com nova.

## Mitjans domèstics
El llançament en DVD de The Love Bug va incloure aquest curt com una funció especial. El DVD The Adventures of Ichabod and Mr. Toad també inclou el curt com a episodi extra a la secció de trivials del DVD.
També va aparèixer al DVD It's A Small World of Fun Vol.2.

## Llegat
El mètode de la pel·lícula d'antropomorfitzar els cotxes, utilitzant el parabrisa per als ulls i les parpelles, va servir d'inspiració estilística per al llargmetratge d'animació de Disney-Pixar del 2006, Cars i les seves seqüeles i derivats.